# Sarre (Aostadal)
Sarre is een gemeente in de Italiaanse regio Aostadal en telt 4434 inwoners (31-12-2004). De oppervlakte bedraagt 28,1 km², de bevolkingsdichtheid is 158 inwoners per km².
De volgende frazioni (Frans: hameaux) maken deel uit van de gemeente: Arensod, Bellair, Bellun, Blassinod, La Charbonnière, Clut, Crou-Pernet, Fachet, Fochat, Le Grand-Cré, Le Janin, La Fontaine, La Gorettaz, Lalex, Maillod, Moulin, Pertusat, Le Petit-Cré, Rovines, Sainte-Hélène, Saint-Maurice, Tissoret, Vareille, Vert-dessus, Vert-dessous, Chésallet, Les Angelin, Baravot, Bétendes, Beuvé, Chavalançon, Champlan, Le Clou, Le Clou-Neuf, Conclonaz, Les Condémines, Cruchet, Fareur, La Grenade, Lalaz, La Remise, Mondache, Le Montan, Oveillan, Palue, Péravère, Piolet, Pléod, Poinsod, Le Pont-d'Avisod, Rigollet, Ronc, Le Rovarey, Le Salé, Tissière, Ville-sur-Sarre, Caillod, La Cort, Lein, Moulin, Remondet, Thouraz.

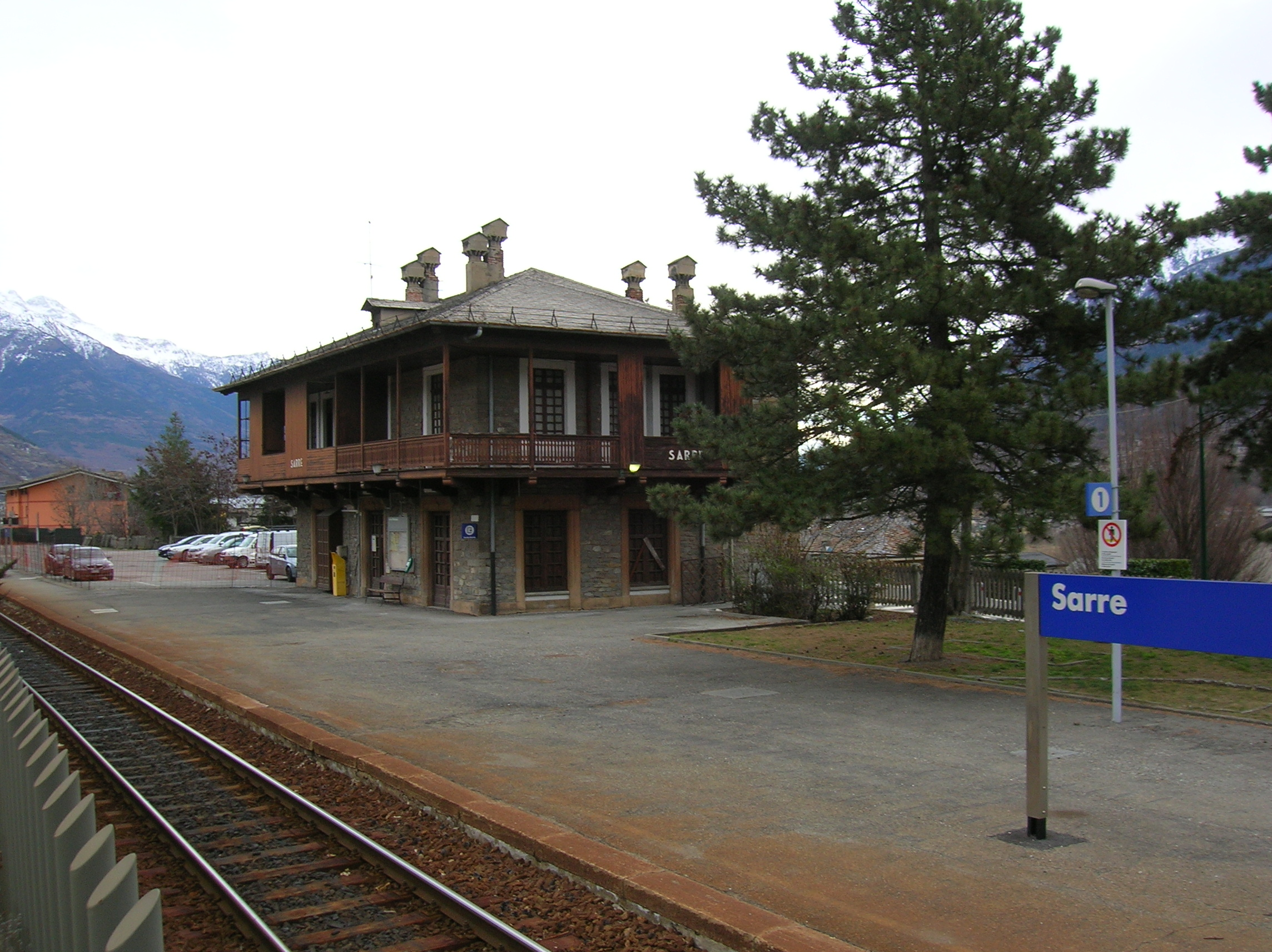
Station Sarre
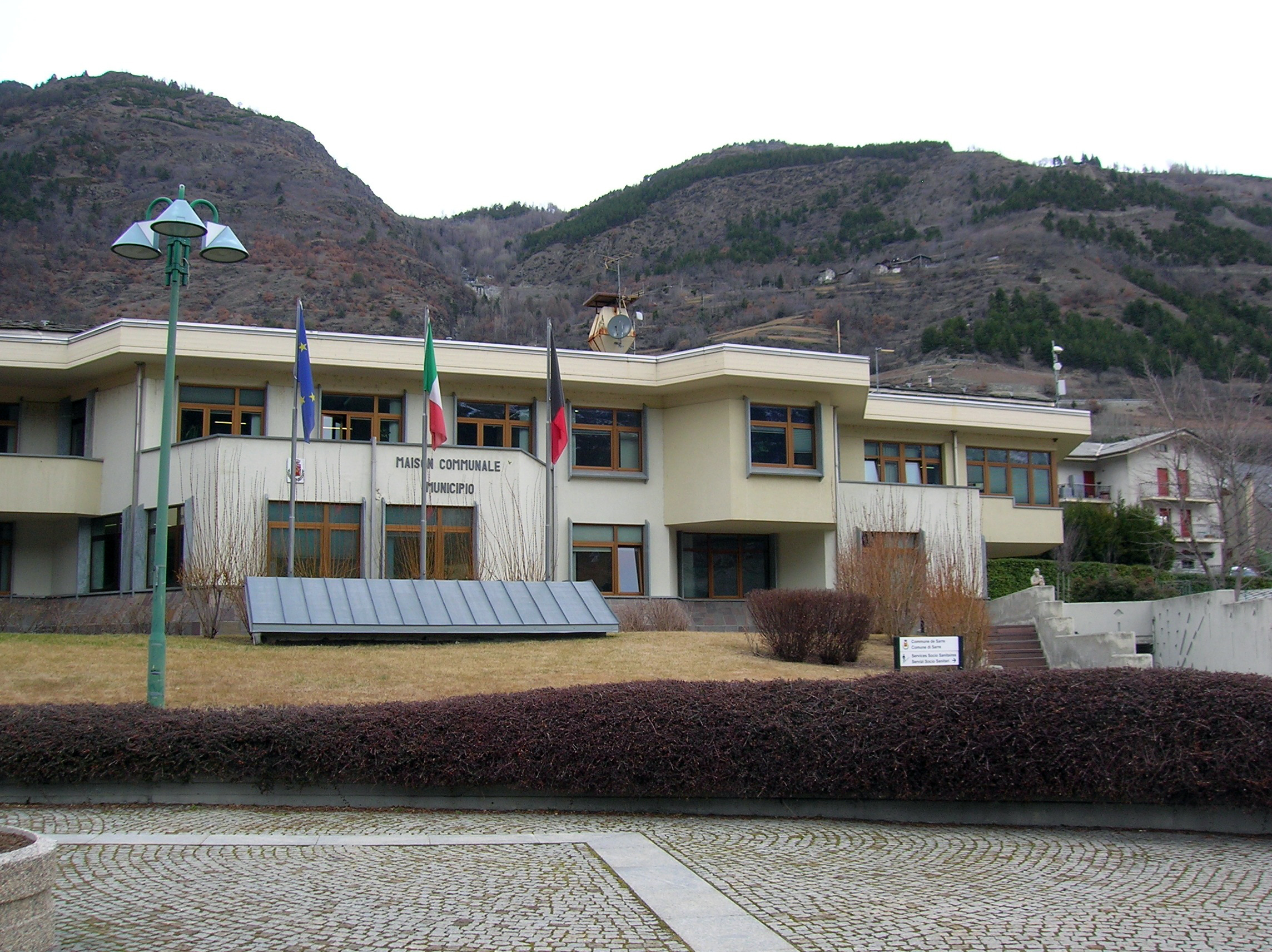
Gemeentehuis
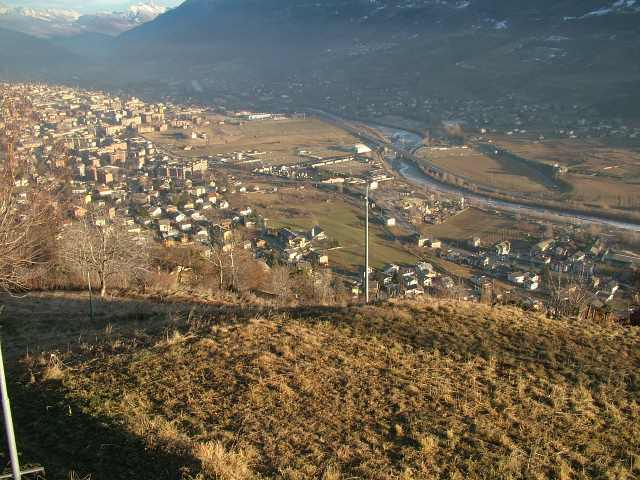
Sarre

## Demografie
Sarre telt ongeveer 1986 huishoudens. Het aantal inwoners steeg in de periode 1991-2001 met 12,9% volgens cijfers uit de tienjaarlijkse volkstellingen van ISTAT.
| Jaar | Inwoneraantal |
| ---- | ------------- |
| 1991 | 3702          |
| 2001 | 4179          |

## Geografie
De gemeente ligt op ongeveer 631 m boven zeeniveau.
Sarre grenst aan de volgende gemeenten: Aosta, Aymavilles, Gignod, Gressan, Jovençan, Saint-Pierre.